# Бурда (часопис)
Burda Style (раније Burda Moden) јесте месечни модни часопис који излази на 17 језика у више од 100 земаља света. Свако издање садржи листове с кројевима за сваки дизајн представљен тог месеца. Часопис издаје компанија Hubert Burda Media. 
Од јануара 2021. Burda Style излази и на српском језику у издању Групе Колор прес.

## Историја
Године 1949. Ене Бурда је проширила свој породични посао на издавање женских часописа основавши компанију за штампање и издаваштво модних часописа у родном граду Офенбургу, у Немачкој. Те године је објавила часопис Favorit, који је касније преименован у Burda Moden. 
Први број часописа Burda Moden изашао је 1950. у тиражу од 100.000 примерака. Популарност је стекао након 1952. године, када је почео да укључује кројеве за одећу.
Године 1987. Burda Fashion је постао први западни часопис који је изашао у Совјетском Савезу, а 1994. први западни часопис који се појавио у Народној Републици Кини.
Burda Style је издат у Сједињеним Америчким Државама 2013. године, у партнерству с компанијом F+W Media.